# Терел Макинтајер
Терел Макинтајер (енгл. Terrell McIntyre; Фејетвил, 18. октобар 1977) је бивши амерички кошаркаш. Играо је на позицији плејмејкера.

## Биографија
Колеџ каријеру Мекинтајер је провео на Клемсон универзитету, где је четири године наступао за Клемсон тајгерсе. У универзитетској каријери постизао је 14,6 кошева у просеку, а у сениорској сезони достигао је просек од чак 17,9 поена по мечу. 
Након завршне, сениорске сезоне 1999. године Мекинтајер своју каријеру почиње у Европи, тачније у Француској, где потписује свој први професионални уговор са екипом Гравлена. У својој првој сезони у Европи постизао је у просеку 18,9 поена и чак 5,6 асистенција. Следеће године потписује за немачки Брауншвајг, где је имао одличну статистику од 18,5 поена, 7 асистенција и 3,5 украдене лопте по утакмици. 
Након две одличне сезоне у Европи, 2001. године се враћа у САД, где потписује уговор са Фејетвил пејтриотсима, клубом из свог родног града. Са њима проводи наредне две сезоне играјући у НБА развојној лиги. 
Године 2003. следи повратак у Европу, овај пут у другу италијанску лигу, где је играо две сезоне. Прву сезону провео је у екипи Фераре, у којој је опет имао одличан просек од 17,8 поена по сусрету. Наредну сезону је провео у екипи у Орландине са којим је освојио другу лигу и обезбедио свом тиму прелазак у највиши ранг. У својој другој сезони у Италији постизао је 18,7 кошева у просеку уз 4,7 асистенција.
Сезону 2005/06. Мекинтајер проводи у екипи Ређо Емилије. Са 16,9 поена и 4,3 асистенције просечно, наставио је са сјајним партијама. У тој сезони поставио је и један занимљив рекорд. Наиме у утакмици против Виртуса из Болоње, Мекинтајер је постигао чак десет тројки из исто толико покушаја, што је рекорд у броју постигнутих тројки једног играча на утакмици у историји италијанске лиге.
У лето 2006. долази у Монтепаски Сијену. Са њима проводи наредне четири године које су му и уједно најбоље у каријери. Са Сијеном је освојио четири титуле првака Италије, два купа и три суперкупа. Два пута је био најкориснији играч првенства Италије, три пута најкориснији играч финалне серије а 2008. је био и најкориснији играч Суперкупа. Два пута је био и уврштен у прву поставу идеалног тима Евролиге.
Након одласка из Сијене, провео је једну сезону у шпанској Уникахи. У лето 2011. вратио се у Италију и потписао за Виртус Болоњу. Ипак због проблема са повредама одлучио је да заврши каријеру у новембру 2011.

## Успеси

### Клупски
- Монтепаски Сијена:
  - Првенство Италије (4): 2006/07, 2007/08, 2008/09, 2009/10.
  - Куп Италије (2): 2009, 2010.
  - Суперкуп Италије (3): 2007, 2008, 2009.

### Појединачни
- Најкориснији играч Првенства Италије (2): 2006/07, 2008/09.
- Најкориснији играч финала Првенства Италије (3): 2007/08, 2008/09, 2009/10.
- Најкориснији играч Суперкупа Италије (1): 2008.
- Прва постава идеалног тима Евролиге (2): 2007/08, 2008/09.